# Сасквеганна Тауншип (округ Кембрія, Пенсільванія)
Сасквеганна Тауншип (англ. Susquehanna Township) — селище (англ. township) в США, в окрузі Кембрія штату Пенсільванія. Населення — 1889 осіб (2020).

## Демографія
Згідно з переписом 2010 року, у селищі мешкало 2007 осіб у 791 домогосподарстві у складі 596 родин. Було 875 помешкань
Расовий склад населення:
| - 99,4 % — білих - 0,2 % — чорних або афроамериканців |

До двох чи більше рас належало 0,4 %. Частка іспаномовних становила 0,3 % від усіх жителів.
За віковим діапазоном населення розподілялося таким чином: 21,8 % — особи молодші 18 років, 63,0 % — особи у віці 18—64 років, 15,2 % — особи у віці 65 років та старші. Медіана віку мешканця становила 43,5 року. На 100 осіб жіночої статі у селищі припадало 100,9 чоловіків;  на 100 жінок у віці від 18 років та старших — 100,5 чоловіків також старших 18 років.
Середній дохід на одне домашнє господарство  становив 51 622 долари США (медіана — 41 546), а середній дохід на одну сім'ю — 62 576 доларів (медіана — 52 857). Медіана доходів становила 36 016 доларів для чоловіків та 29 762 долари для жінок. За межею бідності перебувало 14,8 % осіб, у тому числі 27,5 % дітей у віці до 18 років та 5,1 % осіб у віці 65 років та старших.
Цивільне працевлаштоване населення становило 891 особа. Основні галузі зайнятості: освіта, охорона здоров'я та соціальна допомога — 25,3 %, роздрібна торгівля — 9,8 %, транспорт — 9,0 %, мистецтво, розваги та відпочинок — 9,0 %.